# Andrea Cinciarini
Andrea Cinciarini (Cattolica, 21 giugno 1986) è un cestista italiano, che gioca come playmaker.

## Biografia
È fratello minore di Daniele, anch'egli giocatore di pallacanestro.

## Carriera
Nasce cestisticamente a Pesaro, città di origine, nelle giovanili della V.L. Pesaro. Esordisce in Serie A il 4 ottobre 2003, giocando un minuto contro Olimpia Milano (81-56), e viene portato in panchina in altre due occasioni, senza però scendere in campo.
Nel 2004-2005 gioca in quarta serie nazionale con la canotta della Virtus Pesaro, mentre l'anno successivo è di scena alla Pall. Senigallia dove chiude il campionato di Serie B d'Eccellenza con 10,5 punti di media. Gioca in terza serie anche nella stagione 2006-07, questa volta con il Pistoia Basket, con il quale conquista la promozione in Legadue.
Nell'estate 2007 il grande salto: la Sutor Montegranaro gli propone un triennale in Serie A. Nell'estate 2008 i marchigiani lo cedono in prestito alla Pall. Pavia (in Legadue) per farlo crescere e per farlo giocare con continuità, e il ragazzo dimostra di essere all'altezza realizzando 9,6 punti e 3,6 assist di media per partita.
Nell'estate del 2009 torna alla Sutor Montegranaro dove totalizza 31 presenze e 5,5 punti per partita risultando un ottimo cambio per Anthony Maestranzi. Con maglia della Sutor Montegranaro ha collezionato 96 presenze nella massima serie (inclusi i playoff).
Il 29 giugno 2011 viene ceduto a titolo definitivo da Montegranaro alla Pall. Cantù, rimanendo in Brianza per una stagione.
Il 12 luglio 2012 firma un contratto biennale con la Pall. Reggiana.
Nella stagione 2013-14 vince l'EuroChallenge con Reggio Emilia venendo anche eletto MVP di quell'edizione.
Nella stagione 2014-15 raggiunge con i reggiani la finale scudetto, persa contro la Dinamo Sassari 4-3.
Nell'estate 2015 firma un contratto biennale con l'Olimpia Milano,, in seguito rinnovato più volte, diventando nel 2016 anche il capitano della squadra.
Nell'agosto 2021 viene annunciato il suo ritorno alla Pall. Reggiana.

Il 13 febbraio 2022, nella gara contro Treviso, realizza una tripla doppia da 12 punti, 11 rimbalzi e 10 assist (la prima di un giocatore italiano per nascita in Serie A): era dal 1993 che non si registrava in Italia una prestazione di questo tipo (Oleksandr Volkov), mentre l'ultima tripla doppia in assoluto nel nostro campionato (punti, rimbalzi e palle recuperate) fu messa a segno nel 2003/04 da Tyrone Grant. Il 13 marzo 2022, nella vittoria sul campo di Cremona, Cinciarini eguaglia il record di Luca Vitali per numero di assist (18) messi a segno in una singola partita di Serie A.
L'8 gennaio 2023 ufficialmente il giocatore con più assist all'attivo nella storia della Serie A, superando Gianmarco Pozzecco che con 1 772 assist occupava fino a quel momento il primo posto in questa speciale graduatoria. Una settimana più tardi eguaglia il (già suo) record di assist in una singola partita, mettendone a referto 18 durante la vittoria esterna a Trento.

### Nazionale
Con la Nazionale Italiana ha partecipato agli europei 2011, 2013 e 2015 nei quali la squadra arriva ai quarti di finale, dove viene sconfitta dalla Lituania.
Nel 2017 disputa le qualificazioni e le fasi finali dei Campionati Europei arrivando fino ai quarti di finale dove la nazionale viene battuta il 13 settembre dalla Serbia.

## Palmarès

### Competizioni nazionali
- Campionato italiano: 2

Olimpia Milano: 2015-16, 2017-18
- Coppa Italia: 3

Olimpia Milano: 2016, 2017, 2021
- Supercoppa italiana: 4

Olimpia Milano: 2016, 2017, 2018, 2020

### Competizioni internazionali
- EuroChallenge: 1

Pallacanestro Reggiana: 2013-14

### Individuale
- MVP Final Four di EuroChallenge: 1

Pallacanestro Reggiana: 2013-14
- Partecipazioni all'All Star Game: 2

2011, 2014

## Statistiche

### Eurolega
| Anno      | Squadra        | PG  | PT | MP   | TC%  | 3P%  | TL%  | RP  | AP  | PRP | SP  | PP  |
| --------- | -------------- | --- | -- | ---- | ---- | ---- | ---- | --- | --- | --- | --- | --- |
| 2011-2012 | Pall. Cantù    | 16  | 16 | 25,3 | 38,0 | 34,8 | 71,4 | 2,6 | 2,3 | 0,4 | 0,1 | 5,2 |
| 2015-2016 | Olimpia Milano | 8   | 7  | 21,9 | 38,1 | 50,0 | 60,0 | 2,1 | 3,1 | 1,0 | 0,0 | 5,4 |
| 2016-2017 | Olimpia Milano | 23  | 9  | 18,5 | 45,6 | 25,0 | 70,0 | 2,4 | 2,2 | 0,7 | 0,1 | 5,5 |
| 2017-2018 | Olimpia Milano | 24  | 8  | 13,6 | 50,0 | 47,4 | 80,0 | 2,4 | 2,1 | 0,3 | 0,0 | 4,5 |
| 2018-2019 | Olimpia Milano | 14  | 5  | 11,2 | 52,8 | 33,3 | 37,5 | 1,4 | 0,9 | 0,5 | 0,1 | 3,2 |
| 2019-2020 | Olimpia Milano | 13  | 2  | 6,4  | 18,2 | 16,7 | 25,0 | 0,7 | 0,6 | 0,2 | 0,0 | 0,5 |
| 2020-2021 | Olimpia Milano | 8   | 0  | 2,3  | 0,0  | 0,0  | -    | 0,2 | 0,2 | 0,0 | 0,0 | 0,0 |
| Carriera  | Carriera       | 106 | 47 | 15,0 | 43,5 | 34,0 | 68,1 | 1,9 | 1,7 | 0,5 | 0,0 | 3,9 |

### Serie A

#### Serie A Stagione regolare
| Stagione        | Squadra                | Competizione | Partite | Partite | Partite | Statistiche tiro | Statistiche tiro | Statistiche tiro | Altre statistiche | Altre statistiche | Altre statistiche | Altre statistiche | Altre statistiche |
| Stagione        | Squadra                | Competizione | Pres.   | Titol.  | Minuti  | Tiri da 2        | Tiri da 3        | Liberi           | Rimb.             | Assist            | Rubate            | Stopp.            | Punti             |
| --------------- | ---------------------- | ------------ | ------- | ------- | ------- | ---------------- | ---------------- | ---------------- | ----------------- | ----------------- | ----------------- | ----------------- | ----------------- |
| 2003-2004       | VL Pesaro              | Serie A      | 1       | 0       | 1       | 0/0              | 0/0              | 0/0              | 0                 | 0                 | 0                 | 0                 | 0                 |
| 2007-2008       | Sutor Montegranaro     | Serie A      | 32      | 0       | 233     | 10/24            | 4/18             | 3/4              | 13                | 8                 | 7                 | 0                 | 35                |
| 2009-2010       | Sutor Montegranaro     | Serie A      | 28      | 3       | 483     | 35/72            | 16/46            | 40/49            | 43                | 36                | 15                | 1                 | 158               |
| 2010-2011       | Sutor Montegranaro     | Serie A      | 30      | 15      | 707     | 59/129           | 19/52            | 62/86            | 72                | 60                | 33                | 0                 | 237               |
| 2011-2012       | Pallacanestro Cantù    | Serie A      | 29      | 20      | 668     | 42/95            | 6/40             | 45/59            | 71                | 60                | 27                | 2                 | 147               |
| 2012-2013       | Pallacanestro Reggiana | Serie A      | 30      | 29      | 967     | 139/249          | 10/39            | 67/92            | 139               | 128               | 42                | 4                 | 375               |
| 2013-2014       | Pallacanestro Reggiana | Serie A      | 28      | 28      | 883     | 118/226          | 15/47            | 67/92            | 137               | 181               | 42                | 4                 | 348               |
| 2014-2015       | Pallacanestro Reggiana | Serie A      | 29      | 27      | 870     | 78/174           | 21/73            | 72/104           | 153               | 181               | 43                | 3                 | 291               |
| 2015-2016       | Olimpia Milano         | Serie A      | 24      | 22      | 569     | 33/72            | 16/55            | 33/47            | 80                | 61                | 18                | 2                 | 147               |
| 2016-2017       | Olimpia Milano         | Serie A      | 28      | 14      | 596     | 45/92            | 13/34            | 43/53            | 64                | 70                | 23                | 2                 | 172               |
| 2017-2018       | Olimpia Milano         | Serie A      | 30      | 14      | 564     | 60/101           | 17/39            | 28/36            | 89                | 79                | 25                | 3                 | 199               |
| 2018-2019       | Olimpia Milano         | Serie A      | 26      | 4       | 479     | 46/94            | 16/37            | 43/59            | 78                | 74                | 19                | 0                 | 183               |
| 2019-2020       | Olimpia Milano         | Serie A      | 21      | 6       | 275     | 8/26             | 10/21            | 12/16            | 41                | 34                | 9                 | 0                 | 58                |
| 2020-2021       | Olimpia Milano         | Serie A      | 26      | ?       | 311     | 30/63            | 9/30             | 19/24            | 70                | 42                | 24                | 6                 | 106               |
| 2021-2022       | Pallacanestro Reggiana | Serie A      |         |         |         | /                | /                | /                |                   |                   |                   |                   |                   |
| Totale carriera |                        |              |         |         |         |                  |                  |                  |                   |                   |                   |                   |                   |

#### Serie A Play-off
| Stagione        | Squadra                | Competizione     | Partite | Partite | Partite | Statistiche tiro | Statistiche tiro | Statistiche tiro | Altre statistiche | Altre statistiche | Altre statistiche | Altre statistiche | Altre statistiche |
| Stagione        | Squadra                | Competizione     | Pres.   | Titol.  | Minuti  | Tiri da 2        | Tiri da 3        | Liberi           | Rimb.             | Assist            | Rubate            | Stopp.            | Punti             |
| --------------- | ---------------------- | ---------------- | ------- | ------- | ------- | ---------------- | ---------------- | ---------------- | ----------------- | ----------------- | ----------------- | ----------------- | ----------------- |
| 2007-2008       | Sutor Montegranaro     | Play-off Serie A | 3       | 0       | 12      | 1/2              | 0/2              | 1/2              | 3                 | 0                 | 1                 | 0                 | 3                 |
| 2009-2010       | Sutor Montegranaro     | Play-off Serie A | 3       | 0       | 38      | 4/8              | 0/3              | 4/6              | 4                 | 4                 | 0                 | 0                 | 12                |
| 2011-2012       | Pallacanestro Cantù    | Play-off Serie A | 5       | 0       | 58      | 4/14             | 1/4              | 7/9              | 7                 | 4                 | 4                 | 0                 | 18                |
| 2012-2013       | Pallacanestro Reggiana | Play-off Serie A | 7       | 7       | 245     | 29/53            | 8/22             | 7/9              | 31                | 29                | 11                | 0                 | 89                |
| 2013-2014       | Pallacanestro Reggiana | Play-off Serie A | 5       | 5       | 147     | 18/37            | 3/8              | 15/21            | 25                | 21                | 6                 | 0                 | 60                |
| 2014-2015       | Pallacanestro Reggiana | Play-off Serie A | 19      | 19      | 653     | 68/154           | 13/49            | 30/37            | 93                | 126               | 27                | 1                 | 205               |
| 2015-2016       | Olimpia Milano         | Play-off Serie A | 8       | 4       | 113     | 7/14             | 1/13             | 8/13             | 15                | 10                | 7                 | 2                 | 25                |
| 2016-2017       | Olimpia Milano         | Play-off Serie A | 9       | 9       | 248     | 21/44            | 2/14             | 10/15            | 29                | 44                | 12                | 1                 | 58                |
| 2017-2018       | Olimpia Milano         | Play-off Serie A | 13      | 13      | 244     | 25/53            | 10/22            | 19/22            | 31                | 42                | 4                 | 0                 | 99                |
| 2018-2019       | Olimpia Milano         | Play-off Serie A | 8       | 6       | 162     | 7/23             | 7/17             | 3/6              | 25                | 23                | 4                 | 0                 | 38                |
| 2020-2021       | Olimpia Milano         | Play-off Serie A | 4       | 0       | 30      | 2/3              | 1/2              | 2/2              | 6                 | 3                 | 1                 | 1                 | 9                 |
| Totale carriera |                        |                  |         |         |         |                  |                  |                  |                   |                   |                   |                   |                   |

### Euroleague Basketball
| Stagione        | Squadra                   | Competizione    | Partite | Partite | Partite | Statistiche tiro | Statistiche tiro | Statistiche tiro | Altre statistiche | Altre statistiche | Altre statistiche | Altre statistiche | Altre statistiche |
| Stagione        | Squadra                   | Competizione    | Pres.   | Titol.  | Minuti  | Tiri da 2        | Tiri da 3        | Liberi           | Rimb.             | Assist            | Rubate            | Stopp.            | Punti             |
| --------------- | ------------------------- | --------------- | ------- | ------- | ------- | ---------------- | ---------------- | ---------------- | ----------------- | ----------------- | ----------------- | ----------------- | ----------------- |
| 2011-2012       | Bennet Cantù              | Euroleague      | 16      | 16      | 405     | 22/56            | 8/23             | 15/21            | 42                | 37                | 7                 | 1                 | 83                |
| 2015-2016       | EA7 Emporio Armani Milano | Euroleague      | 8       | 7       | 175     | 11/32            | 5/10             | 6/10             | 17                | 25                | 8                 | 0                 | 43                |
| 2016-2017       | EA7 Emporio Armani Milano | Euroleague      | 23      | 9       | 425     | 39/73            | 7/28             | 28/40            | 55                | 50                | 15                | 2                 | 127               |
| 2017-2018       | AX Armani Exchange Milano | Euroleague      | 24      | 8       | 327     | 29/57            | 9/19             | 24/30            | 57                | 50                | 8                 | 0                 | 109               |
| 2018-2019       | AX Armani Exchange Milano | Euroleague      | 14      | 5       | 157     | 15/24            | 4/12             | 3/8              | 19                | 12                | 7                 | 1                 | 45                |
| 2019-2020       | AX Armani Exchange Milano | Euroleague      | 13      | 2       | 82      | 1/5              | 1/6              | 1/4              | 9                 | 8                 | 3                 | 0                 | 6                 |
| 2020-2021       | AX Armani Exchange Milano | Euroleague      | 7       | 0       | 18      | 0/0              | 0/2              | 0/0              | 2                 | 2                 | 3                 | 0                 | 0                 |
| Totale carriera | Totale carriera           | Totale carriera | 105     | 47      | 1535    | 117/247          | 34/100           | 77/113           | 201               | 184               | 51                | 4                 | 413               |

### Nazionale
| Cronologia completa delle presenze e dei punti in Nazionale - Italia | Cronologia completa delle presenze e dei punti in Nazionale - Italia | Cronologia completa delle presenze e dei punti in Nazionale - Italia | Cronologia completa delle presenze e dei punti in Nazionale - Italia | Cronologia completa delle presenze e dei punti in Nazionale - Italia | Cronologia completa delle presenze e dei punti in Nazionale - Italia | Cronologia completa delle presenze e dei punti in Nazionale - Italia | Cronologia completa delle presenze e dei punti in Nazionale - Italia |
| Data                                                                 | Città                                                                | In casa                                                              | Risultato                                                            | Ospiti                                                               | Competizione                                                         | Punti                                                                | Note                                                                 |
| -------------------------------------------------------------------- | -------------------------------------------------------------------- | -------------------------------------------------------------------- | -------------------------------------------------------------------- | -------------------------------------------------------------------- | -------------------------------------------------------------------- | -------------------------------------------------------------------- | -------------------------------------------------------------------- |
| 11/06/2009                                                           | Porto San Giorgio                                                    | Italia                                                               | 89 - 44                                                              | Stati Uniti                                                          | Torneo amichevole                                                    | 6                                                                    |                                                                      |
| 12/06/2009                                                           | Porto San Giorgio                                                    | Italia U-22 LNP                                                      | 61 - 98                                                              | Italia                                                               | Torneo amichevole                                                    | 7                                                                    |                                                                      |
| 13/06/2009                                                           | Porto San Giorgio                                                    | Italia                                                               | 73 - 68                                                              | Albania                                                              | Torneo amichevole                                                    | 13                                                                   |                                                                      |
| 16/06/2009                                                           | Casale Monferrato                                                    | Italia                                                               | 82 - 76                                                              | Croazia                                                              | Amichevole                                                           | 13                                                                   |                                                                      |
| 18/06/2009                                                           | Biella                                                               | Giordania                                                            | 61 - 94                                                              | Italia                                                               | Torneo amichevole                                                    | 7                                                                    |                                                                      |
| 19/06/2009                                                           | Biella                                                               | Grecia                                                               | 79 - 67                                                              | Italia                                                               | Torneo amichevole                                                    | 10                                                                   |                                                                      |
| 20/06/2009                                                           | Biella                                                               | Croazia                                                              | 70 - 75                                                              | Italia                                                               | Torneo amichevole                                                    | 4                                                                    |                                                                      |
| 28/06/2009                                                           | Teramo                                                               | Albania                                                              | 69 - 106                                                             | Italia                                                               | G. Mediterraneo 2009 - Fase a gironi                                 | 5                                                                    |                                                                      |
| 29/06/2009                                                           | Teramo                                                               | Montenegro                                                           | 70 - 105                                                             | Italia                                                               | G. Mediterraneo 2009 - Fase a gironi                                 | 0                                                                    |                                                                      |
| 30/06/2009                                                           | Teramo                                                               | Turchia                                                              | 121 - 119 dts                                                        | Italia                                                               | G. Mediterraneo 2009 - Fase a gironi                                 | 0                                                                    |                                                                      |
| 01/07/2009                                                           | Roseto degli Abruzzi                                                 | Serbia                                                               | 64 - 75                                                              | Italia                                                               | G. Mediterraneo 2009 - Quarti                                        | 0                                                                    |                                                                      |
| 02/07/2009                                                           | Teramo                                                               | Italia                                                               | 104 - 108 dts                                                        | Croazia                                                              | G. Mediterraneo 2009 - Semifinali                                    | 5                                                                    |                                                                      |
| 04/07/2009                                                           | Teramo                                                               | Italia                                                               | 71 - 88                                                              | Turchia                                                              | G. Mediterraneo 2009 - Finale 3º posto                               | 13                                                                   |                                                                      |
| 09/07/2010                                                           | Bormio                                                               | Italia                                                               | 88 - 46                                                              | Ungheria                                                             | Torneo amichevole                                                    | 3                                                                    |                                                                      |
| 11/07/2010                                                           | Bormio                                                               | Italia                                                               | 78 - 41                                                              | Iran                                                                 | Torneo amichevole                                                    | 0                                                                    |                                                                      |
| 13/03/2011                                                           | Assago                                                               | Italia                                                               | 90 - 88                                                              | World Stars                                                          | All Star Game                                                        | 6                                                                    |                                                                      |
| 05/08/2011                                                           | Nicosia                                                              | Italia                                                               | 70 - 76                                                              | Grecia                                                               | Torneo amichevole                                                    | 0                                                                    |                                                                      |
| 06/08/2011                                                           | Nicosia                                                              | Italia                                                               | 71 - 67                                                              | Russia                                                               | Torneo amichevole                                                    | 3                                                                    |                                                                      |
| 07/08/2011                                                           | Nicosia                                                              | Italia                                                               | 88 - 72                                                              | Polonia                                                              | Torneo amichevole                                                    | 2                                                                    |                                                                      |
| 12/08/2011                                                           | Rimini                                                               | Italia                                                               | 57 - 58                                                              | Bosnia ed Erzegovina                                                 | Torneo amichevole                                                    | 2                                                                    |                                                                      |
| 13/08/2011                                                           | Rimini                                                               | Italia                                                               | 67 - 61                                                              | Polonia                                                              | Torneo amichevole                                                    | 2                                                                    |                                                                      |
| 14/08/2011                                                           | Rimini                                                               | Italia                                                               | 82 - 73                                                              | Grecia                                                               | Torneo amichevole                                                    | 6                                                                    |                                                                      |
| 23/08/2011                                                           | Atene                                                                | Italia                                                               | 74 - 71                                                              | Bulgaria                                                             | Torneo Acropolis 2011                                                | 0                                                                    |                                                                      |
| 24/08/2011                                                           | Atene                                                                | Italia                                                               | 102 - 63                                                             | BYU Cougars                                                          | Torneo Acropolis 2011                                                | 7                                                                    |                                                                      |
| 25/08/2011                                                           | Atene                                                                | Grecia                                                               | 81 - 82 dts                                                          | Italia                                                               | Torneo Acropolis 2011                                                | 0                                                                    |                                                                      |
| 31/08/2011                                                           | Šiauliai                                                             | Serbia                                                               | 80 - 68                                                              | Italia                                                               | EuroBasket 2011 - Fase a gironi                                      | 0                                                                    |                                                                      |
| 01/09/2011                                                           | Šiauliai                                                             | Germania                                                             | 76 - 62                                                              | Italia                                                               | EuroBasket 2011 - Fase a gironi                                      | 0                                                                    |                                                                      |
| 02/09/2011                                                           | Šiauliai                                                             | Lettonia                                                             | 62 - 71                                                              | Italia                                                               | EuroBasket 2011 - Fase a gironi                                      | 0                                                                    |                                                                      |
| 04/09/2011                                                           | Šiauliai                                                             | Italia                                                               | 84 - 91                                                              | Francia                                                              | EuroBasket 2011 - Fase a gironi                                      | 0                                                                    |                                                                      |
| 05/09/2011                                                           | Siauliai                                                             | Israele                                                              | 96 - 95 dts                                                          | Italia                                                               | EuroBasket 2011 - Fase a gironi                                      | 5                                                                    |                                                                      |
| 25/07/2012                                                           | Trento                                                               | Italia                                                               | 79 - 71                                                              | Finlandia                                                            | Torneo amichevole                                                    | 0                                                                    |                                                                      |
| 26/07/2012                                                           | Trento                                                               | Italia                                                               | 84 - 81                                                              | Bosnia ed Erzegovina                                                 | Torneo amichevole                                                    | 0                                                                    |                                                                      |
| 27/07/2012                                                           | Trento                                                               | Italia                                                               | 84 - 73                                                              | Montenegro                                                           | Torneo amichevole                                                    | 5                                                                    |                                                                      |
| 03/08/2012                                                           | Danzica                                                              | Italia                                                               | 87 - 85                                                              | Lettonia                                                             | Torneo amichevole                                                    | 4                                                                    |                                                                      |
| 04/08/2012                                                           | Danzica                                                              | Italia                                                               | 78 - 72                                                              | Montenegro                                                           | Torneo amichevole                                                    | 5                                                                    |                                                                      |
| 05/08/2012                                                           | Danzica                                                              | Polonia                                                              | 66 - 62                                                              | Italia                                                               | Torneo amichevole                                                    | 4                                                                    |                                                                      |
| 08/08/2012                                                           | Trieste                                                              | Italia                                                               | 78 - 70                                                              | Croazia                                                              | Amichevole                                                           | 8                                                                    |                                                                      |
| 09/08/2012                                                           | Parenzo                                                              | Croazia                                                              | 72 - 70                                                              | Italia                                                               | Amichevole                                                           | 5                                                                    |                                                                      |
| 15/08/2012                                                           | Sassari                                                              | Italia                                                               | 97 - 45                                                              | Portogallo                                                           | Qual. Euro 2013                                                      | 7                                                                    |                                                                      |
| 18/08/2012                                                           | Chomutov                                                             | Rep. Ceca                                                            | 53 - 63                                                              | Italia                                                               | Qual. Euro 2013                                                      | 8                                                                    |                                                                      |
| 21/08/2012                                                           | Sassari                                                              | Italia                                                               | 78 - 69                                                              | Turchia                                                              | Qual. Euro 2013                                                      | 4                                                                    |                                                                      |
| 24/08/2012                                                           | Minsk                                                                | Bielorussia                                                          | 63 - 84                                                              | Italia                                                               | Qual. Euro 2013                                                      | 9                                                                    |                                                                      |
| 30/08/2012                                                           | Coimbra                                                              | Portogallo                                                           | 70 - 82                                                              | Italia                                                               | Qual. Euro 2013                                                      | 9                                                                    |                                                                      |
| 02/09/2012                                                           | Trieste                                                              | Italia                                                               | 68 - 56                                                              | Rep. Ceca                                                            | Qual. Euro 2013                                                      | 4                                                                    |                                                                      |
| 05/09/2012                                                           | Kayseri                                                              | Turchia                                                              | 82 - 83                                                              | Italia                                                               | Qual. Euro 2013                                                      | 17                                                                   |                                                                      |
| 08/09/2012                                                           | Trieste                                                              | Italia                                                               | 83 - 58                                                              | Bielorussia                                                          | Qual. Euro 2013                                                      | 4                                                                    |                                                                      |
| 07/08/2013                                                           | Trento                                                               | Italia                                                               | 85 - 69                                                              | Georgia                                                              | Torneo amichevole                                                    | 8                                                                    |                                                                      |
| 08/08/2013                                                           | Trento                                                               | Italia                                                               | 67 - 64                                                              | Israele                                                              | Torneo amichevole                                                    | 11                                                                   |                                                                      |
| 09/08/2013                                                           | Trento                                                               | Italia                                                               | 76 - 65                                                              | Polonia                                                              | Torneo amichevole                                                    | 4                                                                    |                                                                      |
| 17/08/2013                                                           | Anversa                                                              | Belgio                                                               | 76 - 57                                                              | Italia                                                               | Torneo amichevole                                                    | 0                                                                    |                                                                      |
| 18/08/2013                                                           | Anversa                                                              | Israele                                                              | 78 - 74                                                              | Italia                                                               | Torneo amichevole                                                    | 10                                                                   |                                                                      |
| 19/08/2013                                                           | Anversa                                                              | Italia                                                               | 79 - 82                                                              | Polonia                                                              | Torneo amichevole                                                    | 5                                                                    |                                                                      |
| 24/08/2013                                                           | Capodistria                                                          | Slovenia                                                             | 92 - 84                                                              | Italia                                                               | Torneo amichevole                                                    | 0                                                                    |                                                                      |
| 27/08/2013                                                           | Atene                                                                | Italia                                                               | 63 - 79                                                              | Lituania                                                             | Torneo Acropolis 2013                                                | 13                                                                   |                                                                      |
| 28/08/2013                                                           | Atene                                                                | Italia                                                               | 73 - 62                                                              | Bosnia ed Erzegovina                                                 | Torneo Acropolis 2013                                                | 15                                                                   |                                                                      |
| 29/08/2013                                                           | Atene                                                                | Grecia                                                               | 79 - 65                                                              | Italia                                                               | Torneo Acropolis 2013                                                | 7                                                                    |                                                                      |
| 04/09/2013                                                           | Capodistria                                                          | Italia                                                               | 76 - 69                                                              | Russia                                                               | EuroBasket 2013 - 1ª fase a gironi                                   | 0                                                                    |                                                                      |
| 05/09/2013                                                           | Capodistria                                                          | Italia                                                               | 90 - 75                                                              | Turchia                                                              | EuroBasket 2013 - 1ª fase a gironi                                   | 5                                                                    |                                                                      |
| 07/09/2013                                                           | Capodistria                                                          | Italia                                                               | 62 - 44                                                              | Finlandia                                                            | EuroBasket 2013 - 1ª fase a gironi                                   | 9                                                                    |                                                                      |
| 08/09/2013                                                           | Capodistria                                                          | Italia                                                               | 81 - 72                                                              | Grecia                                                               | EuroBasket 2013 - 1ª fase a gironi                                   | 9                                                                    |                                                                      |
| 09/09/2013                                                           | Capodistria                                                          | Italia                                                               | 82 - 79                                                              | Svezia                                                               | EuroBasket 2013 - 1ª fase a gironi                                   | 12                                                                   |                                                                      |
| 12/09/2013                                                           | Lubiana                                                              | Slovenia                                                             | 84 - 77                                                              | Italia                                                               | EuroBasket 2013 - 2ª fase a gironi                                   | 5                                                                    |                                                                      |
| 14/09/2013                                                           | Lubiana                                                              | Italia                                                               | 68 - 76                                                              | Croazia                                                              | EuroBasket 2013 - 2ª fase a gironi                                   | 9                                                                    |                                                                      |
| 16/09/2013                                                           | Lubiana                                                              | Italia                                                               | 86 - 81                                                              | Spagna                                                               | EuroBasket 2013 - 2ª fase a gironi                                   | 8                                                                    |                                                                      |
| 19/09/2013                                                           | Lubiana                                                              | Italia                                                               | 77 - 81                                                              | Lituania                                                             | EuroBasket 2013 - Quarti                                             | 11                                                                   |                                                                      |
| 20/09/2013                                                           | Lubiana                                                              | Italia                                                               | 58 - 66                                                              | Ucraina                                                              | EuroBasket 2013 - Semifinale 5º-8º posto                             | 3                                                                    |                                                                      |
| 21/09/2013                                                           | Lubiana                                                              | Serbia                                                               | 76 - 64                                                              | Italia                                                               | EuroBasket 2013 - Finale 7º-8º posto                                 | 11                                                                   |                                                                      |
| 13/04/2014                                                           | Ancona                                                               | Italia                                                               | 76 - 59                                                              | World Stars                                                          | All Star Game                                                        | 4                                                                    |                                                                      |
| 10/07/2014                                                           | Trento                                                               | Italia                                                               | 91 - 59                                                              | Germania                                                             | Torneo amichevole                                                    | 0                                                                    |                                                                      |
| 11/07/2014                                                           | Trento                                                               | Italia                                                               | 74 - 58                                                              | Paesi Bassi                                                          | Torneo amichevole                                                    | 13                                                                   |                                                                      |
| 12/07/2014                                                           | Trento                                                               | Italia                                                               | 74 - 68                                                              | Belgio                                                               | Torneo amichevole                                                    | 13                                                                   |                                                                      |
| 18/07/2014                                                           | Sarajevo                                                             | Italia                                                               | 60 - 76                                                              | Montenegro                                                           | Torneo amichevole                                                    | 4                                                                    |                                                                      |
| 19/07/2014                                                           | Sarajevo                                                             | Bosnia ed Erzegovina                                                 | 70 - 75                                                              | Italia                                                               | Torneo amichevole                                                    | 12                                                                   |                                                                      |
| 20/07/2014                                                           | Sarajevo                                                             | Italia                                                               | 89 - 77                                                              | Bielorussia                                                          | Torneo amichevole                                                    | 10                                                                   |                                                                      |
| 25/07/2014                                                           | Skopje                                                               | Italia                                                               | 86 - 84                                                              | Montenegro                                                           | Torneo amichevole                                                    | 5                                                                    |                                                                      |
| 26/07/2014                                                           | Skopje                                                               | Macedonia                                                            | 56 - 63                                                              | Italia                                                               | Torneo amichevole                                                    | 3                                                                    |                                                                      |
| 27/07/2014                                                           | Skopje                                                               | Italia                                                               | 73 - 65                                                              | Polonia                                                              | Torneo amichevole                                                    | 8                                                                    |                                                                      |
| 03/08/2014                                                           | Trieste                                                              | Italia                                                               | 74 - 71                                                              | Canada                                                               | Torneo amichevole                                                    | 10                                                                   |                                                                      |
| 04/08/2014                                                           | Trieste                                                              | Italia                                                               | 99 - 71                                                              | Bosnia ed Erzegovina                                                 | Torneo amichevole                                                    | 9                                                                    |                                                                      |
| 05/08/2014                                                           | Trieste                                                              | Italia                                                               | 80 - 71                                                              | Serbia                                                               | Torneo amichevole                                                    | 8                                                                    |                                                                      |
| 13/08/2014                                                           | Mosca                                                                | Russia                                                               | 63 - 65                                                              | Italia                                                               | Qual. Euro 2015                                                      | 10                                                                   |                                                                      |
| 17/08/2014                                                           | Cagliari                                                             | Italia                                                               | 90 - 60                                                              | Svizzera                                                             | Qual. Euro 2015                                                      | 10                                                                   |                                                                      |
| 24/08/2014                                                           | Cagliari                                                             | Italia                                                               | 68 - 72                                                              | Russia                                                               | Qual. Euro 2015                                                      | 3                                                                    |                                                                      |
| 27/08/2014                                                           | Bellinzona                                                           | Svizzera                                                             | 65 - 80                                                              | Italia                                                               | Qual. Euro 2015                                                      | 17                                                                   |                                                                      |
| 30/07/2015                                                           | Trento                                                               | Italia                                                               | 64 - 52                                                              | Paesi Bassi                                                          | Torneo amichevole                                                    | 4                                                                    |                                                                      |
| 31/07/2015                                                           | Trento                                                               | Italia                                                               | 64 - 54                                                              | Austria                                                              | Torneo amichevole                                                    | 4                                                                    |                                                                      |
| 01/08/2015                                                           | Trento                                                               | Italia                                                               | 68 - 69                                                              | Germania                                                             | Torneo amichevole                                                    | 2                                                                    |                                                                      |
| 14/08/2015                                                           | Tbilisi                                                              | Italia                                                               | 82 - 63                                                              | Lettonia                                                             | Torneo amichevole                                                    | 7                                                                    |                                                                      |
| 15/08/2015                                                           | Tbilisi                                                              | Italia                                                               | 85 - 61                                                              | Estonia                                                              | Torneo amichevole                                                    | 7                                                                    |                                                                      |
| 16/08/2015                                                           | Tbilisi                                                              | Georgia                                                              | 67 - 87                                                              | Italia                                                               | Torneo amichevole                                                    | 0                                                                    |                                                                      |
| 21/08/2015                                                           | Capodistria                                                          | Italia                                                               | 86 - 72                                                              | Finlandia                                                            | Torneo amichevole                                                    | 2                                                                    |                                                                      |
| 22/08/2015                                                           | Capodistria                                                          | Italia                                                               | 75 - 77                                                              | Ucraina                                                              | Torneo amichevole                                                    | 3                                                                    |                                                                      |
| 28/08/2015                                                           | Trieste                                                              | Italia                                                               | 91 - 90                                                              | Georgia                                                              | Torneo amichevole                                                    | 4                                                                    |                                                                      |
| 29/08/2015                                                           | Trieste                                                              | Italia                                                               | 90 - 69                                                              | Università statale del Michigan                                      | Torneo amichevole                                                    | 3                                                                    |                                                                      |
| 30/08/2015                                                           | Trieste                                                              | Italia                                                               | 68 - 63                                                              | Russia                                                               | Torneo amichevole                                                    | 7                                                                    |                                                                      |
| 05/09/2015                                                           | Berlino                                                              | Italia                                                               | 87 - 89                                                              | Turchia                                                              | EuroBasket 2015 - Fase a gironi                                      | 0                                                                    |                                                                      |
| 06/09/2015                                                           | Berlino                                                              | Italia                                                               | 71 - 64                                                              | Islanda                                                              | EuroBasket 2015 - Fase a gironi                                      | 4                                                                    |                                                                      |
| 08/09/2015                                                           | Berlino                                                              | Italia                                                               | 105 - 98                                                             | Spagna                                                               | EuroBasket 2015 - Fase a gironi                                      | 0                                                                    |                                                                      |
| 09/09/2015                                                           | Berlino                                                              | Italia                                                               | 89 - 82 dts                                                          | Germania                                                             | EuroBasket 2015 - Fase a gironi                                      | 4                                                                    |                                                                      |
| 10/09/2015                                                           | Berlino                                                              | Italia                                                               | 82 - 101                                                             | Serbia                                                               | EuroBasket 2015 - Fase a gironi                                      | 11                                                                   |                                                                      |
| 13/09/2015                                                           | Lilla (Francia)                                                      | Italia                                                               | 82 - 52                                                              | Israele                                                              | EuroBasket 2015 - Ottavi                                             | 3                                                                    |                                                                      |
| 16/09/2015                                                           | Lilla (Francia)                                                      | Italia                                                               | 85 - 95 dts                                                          | Lituania                                                             | EuroBasket 2015 - Quarti                                             | 3                                                                    |                                                                      |
| 17/09/2015                                                           | Lilla (Francia)                                                      | Rep. Ceca                                                            | 70 - 85                                                              | Italia                                                               | EuroBasket 2015 - Gara 5º posto                                      | 5                                                                    |                                                                      |
| 25/06/2016                                                           | Bologna                                                              | Italia                                                               | 106 - 70                                                             | Filippine                                                            | Torneo amichevole                                                    | 4                                                                    |                                                                      |
| 26/06/2016                                                           | Bologna                                                              | Italia                                                               | 71 - 74 dts                                                          | Canada                                                               | Torneo amichevole                                                    | 0                                                                    |                                                                      |
| 30/06/2016                                                           | Biella                                                               | Italia                                                               | 83 - 70                                                              | Porto Rico                                                           | Amichevole                                                           | 3                                                                    |                                                                      |
| 29/07/2017                                                           | Trento                                                               | Italia                                                               | 96 - 36                                                              | Bielorussia                                                          | Torneo amichevole                                                    | 5                                                                    |                                                                      |
| 09/08/2017                                                           | Cagliari                                                             | Italia                                                               | 74 - 68                                                              | Finlandia                                                            | Amichevole                                                           | 0                                                                    |                                                                      |
| 11/08/2017                                                           | Cagliari                                                             | Italia                                                               | 75 - 70                                                              | Finlandia                                                            | Torneo amichevole                                                    | 0                                                                    |                                                                      |
| 18/08/2017                                                           | Tolosa                                                               | Montenegro                                                           | 66 - 67                                                              | Italia                                                               | Torneo amichevole                                                    | 0                                                                    |                                                                      |
| 19/08/2017                                                           | Tolosa                                                               | Belgio                                                               | 80 - 60                                                              | Italia                                                               | Torneo amichevole                                                    | 0                                                                    |                                                                      |
| 20/08/2017                                                           | Tolosa                                                               | Francia                                                              | 88 - 63                                                              | Italia                                                               | Torneo amichevole                                                    | 0                                                                    |                                                                      |
| 23/08/2017                                                           | Atene                                                                | Serbia                                                               | 73 - 65                                                              | Italia                                                               | Torneo Acropolis 2017                                                | 0                                                                    |                                                                      |
| 24/08/2017                                                           | Atene                                                                | Grecia                                                               | 73 - 70 dts                                                          | Italia                                                               | Torneo Acropolis 2017                                                | 0                                                                    |                                                                      |
| 25/08/2017                                                           | Atene                                                                | Georgia                                                              | 65 - 73                                                              | Italia                                                               | Torneo Acropolis 2017                                                | 8                                                                    |                                                                      |
| 31/08/2017                                                           | Tel Aviv                                                             | Israele                                                              | 48 - 69                                                              | Italia                                                               | EuroBasket 2017 - Fase a gironi                                      | 0                                                                    |                                                                      |
| 02/09/2017                                                           | Tel Aviv                                                             | Ucraina                                                              | 66 - 78                                                              | Italia                                                               | EuroBasket 2017 - Fase a gironi                                      | 0                                                                    |                                                                      |
| 03/09/2017                                                           | Tel Aviv                                                             | Lituania                                                             | 78 - 73                                                              | Italia                                                               | EuroBasket 2017 - Fase a gironi                                      | 0                                                                    |                                                                      |
| 05/09/2017                                                           | Tel Aviv                                                             | Germania                                                             | 61 - 55                                                              | Italia                                                               | EuroBasket 2017 - Fase a gironi                                      | 0                                                                    |                                                                      |
| 06/09/2017                                                           | Tel Aviv                                                             | Georgia                                                              | 69 - 71                                                              | Italia                                                               | EuroBasket 2017 - Fase a gironi                                      | 0                                                                    |                                                                      |
| 09/09/2017                                                           | Istanbul                                                             | Finlandia                                                            | 57 - 70                                                              | Italia                                                               | EuroBasket 2017 - Ottavi                                             | 0                                                                    |                                                                      |
| 13/09/2017                                                           | Istanbul                                                             | Italia                                                               | 67 - 83                                                              | Serbia                                                               | EuroBasket 2017 - Quarti                                             | 0                                                                    |                                                                      |
| 07/09/2018                                                           | Amburgo                                                              | Rep. Ceca                                                            | 87 - 80                                                              | Italia                                                               | Torneo amichevole                                                    | 8                                                                    | [ 11 ]                                                               |
| 08/09/2018                                                           | Amburgo                                                              | Germania                                                             | 62 - 71                                                              | Italia                                                               | Torneo amichevole                                                    | 0                                                                    | [ 12 ]                                                               |
| 14/09/2018                                                           | Bologna                                                              | Italia                                                               | 101 - 82                                                             | Polonia                                                              | Qual. Mondiali 2019                                                  | 9                                                                    | [ 13 ]                                                               |
| 17/09/2018                                                           | Debrecen                                                             | Ungheria                                                             | 63 - 69                                                              | Italia                                                               | Qual. Mondiali 2019                                                  | 8                                                                    | [ 14 ]                                                               |
| 02/12/2018                                                           | Danzica                                                              | Polonia                                                              | 94 - 78                                                              | Italia                                                               | Qual. Mondiali 2019                                                  | 6                                                                    | [ 15 ]                                                               |
| 22/02/2019                                                           | Varese                                                               | Italia                                                               | 75 - 41                                                              | Ungheria                                                             | Qual. Mondiali 2019                                                  | 2                                                                    | [ 16 ]                                                               |
| 30/07/2019                                                           | Trento                                                               | Italia                                                               | 88 - 60                                                              | Romania                                                              | Torneo amichevole                                                    | 6                                                                    | [ 17 ]                                                               |
| 31/07/2019                                                           | Trento                                                               | Italia                                                               | 69 - 58                                                              | Costa d'Avorio                                                       | Torneo amichevole                                                    | 2                                                                    | [ 18 ]                                                               |
| Totale                                                               |                                                                      | Presenze                                                             | 130                                                                  |                                                                      | Punti                                                                | 640                                                                  |                                                                      |